# Pleurotomella enderbyensis
Pleurotomella enderbyensis é uma espécie de gastrópode do gênero Pleurotomella, pertencente a família Raphitomidae.